# 麗水エキスポ駅
麗水エキスポ駅（ヨスエキスポえき、ヨスエクスポえき）は、大韓民国全羅南道麗水市徳忠洞にある韓国鉄道公社（KORAIL）全羅線の駅 （終着駅）。
旧称は麗水駅だったが、2012年の麗水国際博覧会に合わせて改称した。博覧会終了後も駅名はそのままとなっている。

## 概要
全羅線の終着駅で、大韓民国領内および朝鮮半島内で最南端に位置する駅でもある。1998年の合併（旧麗水市･麗川市・麗川郡が合併して新「麗水市」）以前の旧麗水市街地の東側にある。
当駅ができる以前は当地は海岸であったが海を埋め立てた土地に、駅と共に麗水新港が造成された。開業当時は民間会社である南朝鮮鉄道（社長:根津嘉一郎）の駅だったが、その後会社が朝鮮総督府に買収され、国有となった。
その後2009年12月23日0時をもって、従来の駅舎から900ｍ順天駅寄りに建設された新駅舎に移転した。旧駅舎の場所にはエキスポ会場の正門が建設された。なお、旧駅は映画『大変な結婚』のロケで使われたことがある。

## 駅構造
- 島式ホーム2面4線の地上駅。

### のりば
| 1～4 | 全羅線 | 益山・天安・水原 · 龍山・ソウル方面 |

## 駅周辺
麗水国際博覧会の会場に隣接しており、道路を挟んで反対側に会場のゲートが設置されていた。一方で旧麗水市の市街地からは離れている。
麗水市庁（本庁）はこの駅付近ではなく麗川駅南方の旧麗川市街にある。
- 万徳洞住民センター
- 忠徳中学校
- スカイタワー
- エキスポデジタルギャラリー
- エキスポ記念館
- エキスポホール
- The Big-O

## 歴史
- 1930年12月25日 - 麗水駅として開業。
- 1937年5月1日 - 日本との連絡港の役割を果たす麗水港駅を設置。
- 1945年終戦後 - 麗水港駅を廃止、日本との連絡を中止。
- 1980年12月27日 - 駅舎を改築。
- 2009年12月23日 - 駅舎を現在地に移転。
- 2011年10月1日 - 麗水エキスポ駅に改称。
- 2011年10月5日 - 複線電化工事が完成。KTXの運行を開始。

## 隣の駅
韓国鉄道公社
全羅線
麗川駅 - 麗水エキスポ駅